# Полни индетитет
Полни индетитет се може дефинисати као доживљај сопствене припадности и прихватања биолошки дефинисаног пола.